# Ашуралиев, Рашид Салахутдинович
Рашид Салахутдинович Ашуралиев (узб. Rashid Salohutdinovich Ashuraliyev; 1931, Узбекская ССР, СССР — 1998, Узбекистан) — советский узбекский хозяйственный, государственный и партийный деятель.

## Биография
Родился в 1931 году. Член КПСС.
С 1950 года — на хозяйственной, общественной и политической работе. В 1950—1987 гг. — заместитель главного бухгалтера, главный бухгалтер в колхозах Московского района Андижанской области, главный бухгалтер территориального управления, начальник оргколхозного отдела районного управления сельского хозяйства, начальник Главного управления по организационно-колхозным делам, заместитель министра сельского хозяйства Узбекской ССР, заместитель заведующего сельскохозяйственным отделом ЦК КП Узбекистана, министр заготовок Узбекской ССР, заместитель Председателя Совета Министров Узбекской ССР, 1-й секретарь Самаркандского областного комитета КП Узбекистана.
Избирался депутатом Верховного Совета СССР 11-го созыва, Верховного Совета Узбекской ССР 9-го и 10-го созывов. Делегат XXVII съезда КПСС.
Жил в Узбекистане.